# Жидичинська сільська громада
Жидичинська сільська громада — ліквідована об'єднана територіальна громада України, в Луцькому районі Волинської області. Адміністративний центр — село Жидичин.
Площа громади — 79,33 км², населення — 3808 мешканців (2018).
Утворена 1 серпня 2017 року шляхом об'єднання Жидичинської та Озерцівської сільських рад Ківерцівського району.
Переспективним планом формування територій громад Волинської області існування громади не передбачене.
12 червня 2020 року згідно з розпорядженням Кабінету Міністрів України від 12 червня 2020 р. № 708-р була ліквідована та приєднана до Луцької міської громади.
19 липня 2020 року, в результаті адміністративно-територіальної реформи та ліквідації Ківерцівського району, колишня територія громади повністю увійшла до складу Луцького району.

## Населені пункти
До складу громади входили 6 сіл: Жидичин, Клепачів, Кульчин, Липляни, Небіжка та Озерце.